# Kit Bond
Christopher Samuel Bond, elterjedt becenevén Kit Bond (Saint Louis, 1939. március 6. – Saint Louis, 2025. május 13.) amerikai republikánus párti politikus és ügyvéd, Missouri állam kormányzója az 1970-es és 80-as években, majd szenátor Missouri képviseletében 1987–2011 között.

## Élete
Állami iskolákba járt, ezután a Princetoni Egyetemen szerzett diplomát 1960-ban, majd 1963-ban elvégezte a Virginiai Egyetem jogi karát. A következő években jogászként dolgozott Washingtonban.
1967-ben visszatért Missouriba, ahol az államigazgatás felé fordult az érdeklődése. 1968-ban az állami főügyész helyettese, 1970-től pedig az állami számvevőszék vezetője lett. 1973-tól 1977-ig, majd 1980-tól 1985-ig Missouri kormányzója volt. 1986-ban republikánusként megválasztották a szövetségi szenátusba, ahol négy cikluson át 1987-től 2011-ig képviselte Missourit. A 2010-es választáson már nem indult.